# Héctor Castellanos
Héctor Enrique „Perrita” Castellanos Villatoro (ur. 28 grudnia 1992 w Teli) – honduraski piłkarz występujący na pozycji defensywnego pomocnika, reprezentant Hondurasu, od 2023 roku zawodnik Olancho.